# Calle Santa Teresa
La Calle Santa Teresa es una calle del centro histórico de la ciudad del Cusco, Perú. 

## Historia
Durante el incanato, el Huacaypata, la antigua plaza inca comprendía el área de la actual Plaza de Armas, la Plaza Regocijo, la Plazoleta Espinar y el Hotel de Turistas. Luego de la llegada de los españoles, en 1555, el corregidor del Cusco, Sebastián Garcilaso de la Vega autorizó la construcción de edificios en medio del Huacaypata generando de esa manera estos espacios mencionados y separando  la Plaza de Armas y la entonces denominada Plaza de Tlanguis que ocupaba el espacio que hoy ocupan la actual plaza Regocijo, la plazoleta Espinar y el edificio del antiguo Hotel de Turistas del Cusco y cuyo límite noroccidental quedó determinado por la vía que es actualmente la Calle Heladeros.
Desde 1972 la vía forma parte de la Zona Monumental del Cusco declarada como Monumento Histórico del Perú. Asimismo, en 1983 al ser parte del casco histórico de la ciudad del Cusco, forma parte de la zona central declarada por la UNESCO como Patrimonio Cultural de la Humanidad. y en el 2014, al formar parte de la red vial del Tawantinsuyo volvió a ser declarada como patrimonio de la humanidad.

## Recorrido
La calle inicia su recorrido en el extremo suroriental siguiendo el trazado de la Calle Heladeros en el cruce con la Calle San Juan de Dios. Destacan en ese inicio tanto el Palacio del Cabildo al lado oriental. En ese mismo sector, metros adelante se ubica la Casa de Oliart o también conocida como Casa Picoaga y que actualmente es sede un hotel. Hacia el final del recorrido se encuentra en el sector oriental la Plazoleta Santa Teresa y, justo antes de ella, las oficinas regionales de la SUNAT. Al final de la calle, coronando su recorrido, se levanta la Iglesia de Santa Teresa en la Calle Siete Cuartones

#### Libros y publicaciones
- Angles Vargas, Víctor (1983). Historia del Cusco Cusco Colonial Tomo II Libro Segundo. Lima: Industrialgrafica S.A.
- Lucas Alonso, Patricia. La Plaza de Armas de Cuzco: historias míticas de nacimiento y destrucción. Consejo Superior de Investigaciones Científicas (CSIC).
- Viñuales, Graciela María. «El espacio en el Cusco colonial: Uso y organización de las estructuras simbólicas.». Ángulo Recto. Revista de estudios  sobre la ciudad como espacio plural. (Argentina: CONICET). Archivado desde el original el 20 de febrero de 2018. Consultado el 23 de junio de 2023.

- Datos: Q119857014
- Multimedia: Calle Santa Teresa / Q119857014